# 我們，愛過嗎
《我們，愛過嗎》（韓語：우리, 사랑했을까）為韓國JTBC於2020年7月8日起播出的水木連續劇，由《荊棘花》金道亨導演與李昇真作家合作打造。此劇講述在生活了14年的獨守空房單身媽媽面前，出現性格不好卻被吸引的傢伙，吝嗇卻出色的傢伙，可怕卻性感的傢伙，年輕又讓人心動的傢伙而展開的「五角關係」的浪漫愛情劇。
Netflix於7月8日起全球上線。

## 演員陣容

### 主要人物
| 演員   | 角色          | 介紹 |
| 宋智孝 | 盧愛情        | 生計型獨守空房單身媽媽。電影公司製作人。就像名字一樣，如果人生充滿愛意的話就好了，但是在過去的14年裡，為了獨自撫養孩子，艱難地維持生計，在獨守空房中努力工作。在這樣的她面前，居然出現了4個「傢伙」，而且被捲入了只聽說過的「曖昧」中，對遺忘的「我」覺醒了。 |
| 孫浩俊 | 吳大悟        | 性格不好卻吸引人的傢伙。盧愛情的大學後輩兼前男友，筆名千億萬。雖然是暢銷書小說家，又是進軍好萊塢的編劇，但卻是神秘主義的明星作家。 |
| 宋鍾鎬 | 柳珍          | 吝嗇卻出色的傢伙。盧愛情的大學前輩，大學在校時被稱為「演映系的裴勇俊」，現在則以「國民男友」的修飾語人氣日益上升。比大悟更早喜歡上愛情。 |
| 具滋成 | 吳硯祐        | 年輕卻讓人心動的傢伙。體育老師。始終以陽光微笑對待學生，在學校享受准藝人級待遇的人氣教師。因為被朋友捉弄關在澡堂而認識愛情，14年前就喜歡愛情。 |
| 金敏俊 | 九把刀        | 可怕又性感的傢伙。Nine Capital代表，雖然他有過去在組織工作的經歷，但清算了生活，讓Nine Capital成長為金融公司，並獲得了「高利貸界的羅賓漢」的稱號。因為愛情長得像譚子怡因此萌生想要保護愛情的念頭。                                                            |
| 金多順 | 朱娥潾/高孝心 | 頂級演員，以善良溫順的天使形象擄獲大眾的心，擁有超高人氣，某天和無法忘記的初戀再次相遇，那個人就是高中的補習班老師吳大悟。 |

### 愛情周邊人物
| 演員   | 角色   | 介紹 |
| 金美京 | 崔香者 | 愛情的母親，荷妮的外婆。 |
| 嚴彩英 | 盧荷妮 | 愛情和大悟的女兒。 |
| 金英雅 | 姜淑熙 | 愛情的房東。每當愛情急需用錢時都會施以援手的經濟救世主，且當愛情有了沒辦法對媽媽訴說的秘密時就會去尋找的，有如親姐姐般的存在。<秀Key>酒吧的老闆。 |

### 拇指製片
| 演員   | 角色   | 介紹                         |
| 白秀熙 | 崔惠軫 | 電影公司「拇指製片」的助理。 |
| 金炳春 | 王成奎 | 電影公司「拇指製片」的代表。 |

### 宋娛樂
| 演員   | 角色          | 介紹 |
| 李華龍 | 明快男        | 對於有著選擇困難的柳珍，隨時隨地都給予明確解答的經紀人哥哥。從剛出道就一直待在柳珍身邊，是比家人更像家人的哥哥。                         |
| 徐正妍 | Jennifer Song | 宋娛樂的代表。在沒有人知道「柳珍」這個名字時，看出了他潛在的可能性而選擇了他。將柳珍錯認為自己的男朋友而非旗下藝人，獨自進行著想像戀愛。 |

### 特別出演
| 演員   | 角色   | 介紹                                       |
| 金光奎 | 洪光葵 | 主編兼千億萬作家的經紀人。                 |
| 金智珉 |        | 千億萬閱讀座談會的主持人。                 |
| 洪允和 | 洪允和 | 電台《下午見》主持人。                     |
| SF9    | SF9    | 發行新歌曲《Summer Breeze》的偶像團體SF9。 |

## 原聲帶
- Part.1（發行日期：2020年7月8日）

| 曲序 | 曲目            | 演唱     | 时长 |
| ---- | --------------- | -------- | ---- |
| 1.   | Dreams          | Lee BaDa | 3:38 |
| 2.   | Dreams（Inst.） |          | 3:38 |

- Part.2（發行日期：2020年7月15日）

| 曲序 | 曲目           | 演唱   | 时长 |
| ---- | -------------- | ------ | ---- |
| 1.   | Still          | Sondia | 3:23 |
| 2.   | Still（Inst.） |        | 3:23 |

- Part.3（發行日期：2020年7月22日）

| 曲序 | 曲目               | 演唱            | 时长 |
| ---- | ------------------ | --------------- | ---- |
| 1.   | First Day          | Yuju（GFRIEND） | 3:12 |
| 2.   | First Day（Inst.） |                 | 3:12 |

## 收視率
| 集數       | 播出日期   | AGB收視率        |
| 集數       | 播出日期   | 大韓民國（全國） |
| ---------- | ---------- | ---------------- |
| 1          | 2020/07/08 | 2.003%           |
| 2          | 2020/07/09 | 2.202%           |
| 3          | 2020/07/15 | 2.084%           |
| 4          | 2020/07/16 | 2.008%           |
| 5          | 2020/07/22 | 2.048%           |
| 6          | 2020/07/23 | 1.777%           |
| 7          | 2020/07/29 | 2.147%           |
| 8          | 2020/07/30 | 2.045%           |
| 9          | 2020/08/05 | 1.826%           |
| 10         | 2020/08/06 | 1.648%           |
| 11         | 2020/08/12 | 2.007%           |
| 12         | 2020/08/13 | 1.882%           |
| 13         | 2020/08/19 | 1.660%           |
| 14         | 2020/08/20 | 1.790%           |
| 15         | 2020/08/27 | 1.973%           |
| 16         | 2020/09/02 | 1.649%           |
| 平均收視率 | 平均收視率 | 1.922%           |

- 收視最低的集數以藍色表示，收視最高的集數以紅色表示，而空格則表示該集的收視沒有相關數據。

## 同時段作品

### 同時段競爭作品
- KBS 水木連續劇：《出師表》、《Do Do Sol Sol La La Sol》
- MBC 水木迷你連續劇：《李小姐知情》、《十匙一飯》、《當我最漂亮的時候》

### 同一劇集時段作品
- tvN 水木連續劇：《惡之花》

## 外部連結
- 韓國JTBC官方網站 （页面存档备份，存于）
- 我們，愛過嗎－DAUM （页面存档备份，存于）

| JTBC 水木劇                                 | JTBC 水木劇                                 | JTBC 水木劇 |
| ------------------------------------------- | ------------------------------------------- | ----------- |
|                                             | 我們，愛過嗎 （2020年7月8日－2020年9月2日） |             |
| 雙甲路邊攤 （2020年5月20日－2020年6月25日） | 私生活 （2020年10月7日－2020年11月26日）    |             |